# مركز المرأة في الرياضيات
مركز المرأة في الرياضيات، هو جزء من قسم الرياضيات والإحصاء بكلية سميث، وهو برنامج تعليمي أمريكي أنشئ في عام 2007 لزيادة مشاركة المرأة في الرياضيات. يهدف المركز للطلاب بالمشاركة في الدورات الدراسية والبحوث في بيئة رياضية تدعم المرأة بشكل نشط.

## برنامج جونيور
تم تصميم برنامج جونيور للسيدات الجامعيات الذين يرغبون في قضاء عام أو فصل دراسي يدرس الرياضيات في كلية للبنات. ويتم توفير التمويل للمساعدات المالية من قبل المؤسسة الوطنية للعلوم.

## برنامج ما بعد البكالوريا
يستهدف برنامج ما بعد البكالوريا النساء الحاصلات على درجة البكالوريوس والذين لم يتخصصوا في الرياضيات كطالب جامعي أو تخصص رئيسي. ويتم تمويل برنامج ما بعد البكالوريا من خلال المنح المقدمة من كلية سميث والمؤسسة الوطنية للعلوم، ويتلقى الطلاب إعفاءات من التعليم ورواتب المعيشة.
كلا طلاب البرنامجين قادرون على أخذ دروس كلية سميث و في أي من الكليات الخمسة الأخرى- امهيرست، كلية هوليوك وهامبشير، ويقدمون أيضًا دورات على مستوى الدراسات العليا.

## برامج أخرى
يستضيف المركز كل عام مؤتمر النساء في الرياضيات في نيو إنجلاند. والمؤتمر مفتوح لتقديم عروض من طالبات الرياضيات البارزات وكذلك طلاب الدراسات العليا والجامعات للرياضيات.

## روابط خارجية
- Smith College website

- Women in Mathematics in New England

- Center for Women in Mathematics at Smith College